# Prototaxites
Prototaxites è un genere di organismi fossili scoperto nel 1859. Vi sono attualmente diverse teorie sulla sua classificazione, alcune li ritengono grandi corpi fruttiferi di funghi, altre strutture simbiotiche tra fungo e alga simili a licheni. La loro datazione va dal periodo Siluriano al Devoniano, tra i 420 e i 350 milioni di anni, periodo in cui le prime piante erano alte non più di qualche decina di centimetri. I più grandi esemplari ritrovati, simili a tronchi senza rami, misurano 8,80 metri d'altezza per 1,37 di diametro.